# Cyclophora plumbeomarginata
Cyclophora plumbeomarginata är en fjärilsart som beskrevs av Edward Alfred Cockayne 1950. Cyclophora plumbeomarginata ingår i släktet Cyclophora och familjen mätare. Inga underarter finns listade i Catalogue of Life.